# Eduard Voorwinden
Eduard Leendert Voorwinden (Rotterdam, 7 juli 1899 - Kamp Westerbork, 13 december 1947) was een Nederlandse officier en SS-Sturmbannführer (majoor) in de Waffen-SS tijdens de Tweede Wereldoorlog.

## Leven
Na zijn schoolopleiding koos hij voor een carrière in het leger en meldde zich op 1 april 1915 aan.  Hij kreeg in de landmacht opleiding in het wapenvak infanterie in Kampen. Hij werd bevorderd daardoor tot tweede luitenant. In 1927 werd hij tijdens zijn militaire loopbaan gelegerd in Assen, aangewezen om een tweejarige opleiding rechtsgeleerdheid te volgen aan de Universiteit van Amsterdam   Tijdens die studie was hij gedetacheerd te Amsterdam (rechtbank en artillerie); daarna werd hij nog enkele keren overgeplaatst. In 1938 werd hij als kapitein in de infanterie aangenomen aan de Hogere Krijgsschool. 

### Tweede Wereldoorlog
Voorwinden maakte de Duitse aanval op Nederland in 1940 mee. Na de capitulatie van het Koninkrijk der Nederlanden, meldde hij zich aan voor dienst in de Reichsarbeitsdienst, en werkte daarvoor een paar maanden. Daarna stapte Voorwinden over naar de Waffen-SS. Hij ging in augustus 1941 in dienst van de SS.

### Straflager
In mei 1943 volgde een gerechtelijk onderzoek naar zijn persoon en zijn gedrag. Zijn gedrag werd als "opstandig gedrag" beschreven. Voorwinden moest zich verantwoorden voor het SS- und Polizei-Gericht VII in Wenen. Op 13 januari 1943 werd hij door de rechtbank schuldig verklaard. Hij kreeg een staf van drie maanden "Festungshaft" (vestingstraf) en een proeftijd.
Voorwinden overleefde de ineenstorting van nazi-Duitsland in mei 1945.

## Na de oorlog
De Nederlandsche Staatscourant van 24 november 1947 meldde dat jij met terugwerkende kracht per mei 1945 ontslagen werd; hij was toen al twee jaar non-actief. Op 13 december 1947 stierf Voorwinden in Kamp Westerbork, dat toen een interneringskamp was. 

## Familie
Op 7 juli 1899 in Rotterdam geboren, zijn vader was de diplomaat Arie Hendrik Voorwinden en diens echtgenote Carolina Helena Elisabeth Verschuur. Op 26 januari 1925 trouwde Voorwinden met zijn verloofde Anna Sophia Lorey. (geboren 24 december 1889 te Buer, Duitsland). Het echtpaar kreeg drie kinderen (een dochter (27 maart 1926)) en (twee zonen (15 mei 1927 te Assen en 27 november 1934 te Gersenkirchen)) en leefde in Leiden tot mei 1945. Andere bron vermeldt: woonadres Ruchrocklaan 14 te Den Haag. Anna Sophie Lorey zou in september 1944 vanuit de Ruygrocklaan geëvacueerd worden naar Feuchtwangen, Duitsland. In 1946 werd (al) door het Rode Kruis bericht dat haar man vermoedelijk geïnterneerd was.

## Carrière
Landmacht
- Soldaat: 1 april 1915[10]
- Korporaal: 1 juli 1916[10]
- Sergeant: 18 september 1917[10]
- Vaandrig: 28 maart 1923[10]
- Tweede luitenant:[1] 14 september 1923[10]
- Eerste Luitenant: 14 september 1927[10]
- Kapitein:[3] 1 augustus 1938[10]

Waffen-SS
- SS-Hauptsturmführer der Waffen-SS:  7 augustus 1941[3]
- SS-Sturmbannführer der Waffen-SS: 9 november 1944[3]

## Onderscheidingen
- IJzeren Kruis 1939, 2e Klasse[6]
- Infanterie-Sturmabzeichen in brons[6]
- Medaille Winterschlacht im Osten 1941/42[6]
- Onderscheidingsteken voor Langdurige Dienst als officier op 6 december 1938[10]